# Anchieta (Santa Catarina)
Pour les articles homonymes, voir Anchieta.
Anchieta est une ville brésilienne de l'ouest de l'État de Santa Catarina.

## Généralités
La population d'Anchieta est principalement d'origine italienne. La ville accueille tous les ans, la Festa Nacional do Milho Crioulo e Sementes Crioulas.

## Géographie
Anchieta se situe par une latitude de 26° 32' 02" sud et par une longitude de 53° 19' 51" ouest, à une altitude de 745 mètres.
Sa population était de 6 378 habitants au recensement de 2010. La municipalité s'étend sur 229 km2.
La ville se trouve à 698 km à l'ouest de la capitale de l'État, Florianópolis. Elle fait partie de la microrégion de São Miguel do Oeste, dans la mésorégion Ouest de Santa Catarina.
Le climat d'Anchieta est humide, avec un été chaud. La température moyenne annuelle y est de 17,8 °C.
Son IDH était de 0,769 en 2000 (PNUD).

## Histoire
Le travail des pères Pedro Rubio et Afonso Correia, pionniers découvreurs de la région, a inspiré le nom de la ville, allusion au père José de Anchieta, « apôtre du Brésil », qui évangélisa les indiens. 
Le peuplement d'Anchieta par des descendants de colons italiens venus de Frederico Westphalen, au Rio Grande do Sul, commence en 1952. Avec ces premiers immigrants, les pères Rubio et Correia célèbrent la première messe dans la localité de Prateleira.
La localité devient un district de São Miguel do Oeste en 1956, puis est rattachée à Guaraciaba en 1961. La ville accède au rang de municipalité indépendante en 1963,.

## Économie
L'activité principale de la municipalité est l'agriculture. En dehors de l'agriculture et de l'élevage, qui occupent 70 % de la population active, l'exploitation du bois a longtemps servi de source de revenu à la municipalité. La principale culture est celle du maïs. Au niveau de l'élevage, on trouve principalement des porcs et des vaches laitières.

## Administration
La municipalité est constituée d'un seul district, siège du pouvoir municipal.

## Villes voisines
Anchieta est voisine des municipalités (municípios) suivantes :
- Barra Bonita
- Campo Erê
- Guaraciaba
- Palma Sola
- Romelândia
- São José do Cedro